# 일전자 우주
일전자 우주(one-electron universe) 가정은 1940년 봄 이론물리학자 존 휠러가 리처드 파인만과의 전화 통화에서 제안한 가정으로, 모든 전자와 양전자가 실제로 시간이 앞뒤로 움직이는 단일 개체의 발현이라는 가설이다. 파인만에 따르면:
어느 날 프린스턴 대학원에서 휠러 교수로부터 전화를 받았는데, 그 전화에서 그는 "파인만, 나는 왜 모든 전자가 같은 전하와 같은 질량을 갖는지 알아요" "왜요?"라고 말했다. "왜냐하면 그것들은 모두 같은 전자이기 때문이죠!"
유사한 "쌍소멸에 대한 지그재그 세계선 설명"이 동시에 에른스트 슈튀켈베르크에 의해 독립적으로 고안되었다.

## 같이 보기
- 시간 역전 대칭